# Quercus saei
Quercus saei — вид рослин з родини букових (Fagaceae). Вид названий на честь доктора Каріма Саея (англ. Karim Saei), засновника англ. Natural Resources Science and Forestry Organization Ірану.

## Біоморфологічна характеристика
Це дерево заввишки 8–10 метрів. Гілочки запушені. Листки яйцюваті, основа серцеподібна, верх злегка волохатий, низ густо волохатий. Чашечка жолудя майже циліндрична, глибока, товста, з великими лусками; жолуді дозрівають наступного року.

## Проживання
Ендемік південно-західного Ірану.